# Еммануель Крешімбені
Еммануель Крешімбені (ісп. Emmanuel Crescimbeni; нар. 25 червня 1990) — перуанський плавець, що спеціалізується на батерфляї.
Учасник Олімпійських Ігор 2008 року. Станом на 2021 рік утримує рекорди Перу на дистанціях 100 і 200 метрів батерфляєм. 2007 року виграв чемпіонат штату Флорида серед старших шкіл і пізніше був членом команди Флорида Гейторс (плавання і стрибки у воду), головним тренером якої був Ґреґґ Трой.